# Chronik der Stadt Düren/1301–1400
Diese Liste ist eine Teilliste der Chronik der Stadt Düren. Sie listet datierte Ereignisse des 14. Jahrhunderts in Düren auf.

## 1302
- Erste Erwähnung des Ortes Meisheim (Miesheim) als „Campus de Meisgem“.

## 1310
- 22. Februar: Erste Erwähnung der „Dürener Münzwährung“.

## 1313
- Erste urkundliche Erwähnung von Schloss Burgau anlässlich einer Heinsberger Belehrung.

## 1317
- 14. September: Erstes Dürener Schöffensiegel nachweisbar.

## 1321
- Das Philippstor wird erstmals erwähnt.

## 1324
- 1. März: König Ludwig der Bayer bestätigt als erster der deutschen Könige die Dürener Stadtprivilegien.

## 1325
- Erste Erwähnung eines Marktes in Düren.

## 1328
- 21. Juli: Aus der Martinskirche (Annakirche) werden kirchliche Gefäße geraubt.

## 1329
- 13. März: Weihe der in der Nähe des Bonner Platzes entstandenen Sakraments-Kapelle als Sühne für den Raub vom 21. Juli 1328.

## 1331
- Vollendung der 4. St. Martinkirche (heute Annakirche).

## 1333
- Ersterwähnung des Schottenkonvents.

## 1336
- 16. August: Kaiser Ludwig der Bayer bestätigt dem Grafen Wilhelm V. von Jülich die Verpfändung Dürens.

## 1344
- 5. Juni: Erste Erwähnung der Dürener Tuchmacher in der Satzung der Kölner Gewandmacher-Zunft.

## 1348
- 19. Januar: König Karl IV. bestätigt dem Markgrafen Wilhelm von Jülich die Pfandherrschaft über Düren mit allen Rechten. Dadurch erhält der Jülicher Herrscher das Patronat der Dürener Pfarrkirchen.

## 1355
- Erwähnung des Schottenkonvents in der Kempersgasse (Kämergasse).

## 1357
- Erste urkundliche Erwähnung der Kapelle in Rölsdorf.

## 1358
- Entstehung eines Siechenhauses am Rurübergang nordwestlich von Düren.
- Erste Erwähnung einer städtischen Lateinschule in Düren.
- 12. Februar: Genehmigung zur Gründung des Karmelitenklosters an der Ecke Bonner Str./Ursulinenstr. durch Papst Innozenz IV.

## 1359
- 16. Januar: Die Karmeliten übernehmen die am 13. März 1329 geweihte Sakramentskapelle als Klosterkirche.

## 1368
- 28. August: Am Steinweg wird ein „Predigerhof“ als Wohnung für auswärtige Dominikaner erwähnt; seit Ende 1544 in Privatbesitz. Die Dominikaner verlassen Düren.

## 1369
- Bestätigung der allgemeinen Stadtprivilegien durch den Herzog von Jülich.

## 1375
- 1. Oktober: Verbriefung der Rechtssicherheit für Dürener Bürger.

## 1381
- Erster Landtag des Herzogtums Jülich in Düren.

## Um 1400
- Erste Erwähnung der St.-Sebastianus-Bogenschützen in Düren.